# 博维奥勒
博维奥勒（法語：Boviolles，法語發音：[bɔvjɔl]）是法国默兹省的一个市镇，属于科梅尔西区。

## 地理
博维奥勒（48°38'51"N, 5°25'3"E）面积8.13 平方千米，位于法国大東部大區默兹省，该省份为法国西北部内陆省份，北与比利时接壤，西接马恩省和阿登省，南至上马恩省和孚日省，东临默尔特-摩泽尔省。
与博维奥勒接壤的市镇（或旧市镇、城区）包括：尚特赖讷、巴尔布尔河畔马尔松、小梅利尼、奈欧福日、奥尔南河畔圣阿芒、索尔沃。

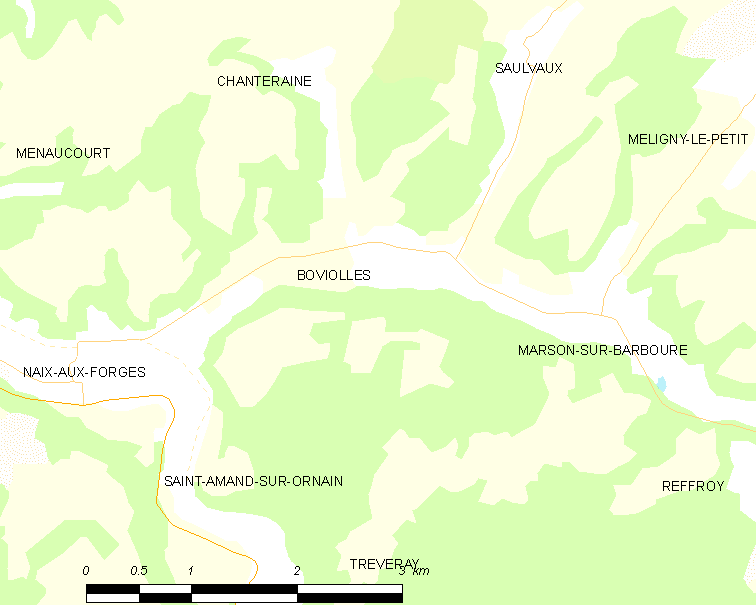
博维奥勒的OSM定位图

博维奥勒的时区为UTC+01:00、UTC+02:00（夏令时）。

## 行政
博维奥勒的邮政编码为55500，INSEE市镇编码为55067。

## 政治
博维奥勒所属的省级选区为沃库勒尔县。

## 人口

1962-2008年间博维奥勒人口变化图示

博维奥勒于2022年1月1日时的人口数量为97人。